# Pornography
Pornography je čtvrté řadové album anglické novovlnné skupiny The Cure, které vyšlo v roce 1982 u značky Fiction Records. Obsahuje osm skladeb, z toho „The Hanging Garden“ vyšla také jako samostatný singl spolu s koncertní verzí starší písně „Killing an Arab“. Producentem desky byl Phil Tornalley spolu s členy skupiny, kteří napsali všechny skladby a nahráli je v RAK Studios v Londýně. Je to poslední album The Cure, na kterém působí Lol Tolhurst v roli bubeníka: později se stal klávesistou a za bicími ho nahradil Andy Anderson.
Deska je završením tzv. temné trilogie, do níž patří také Seventeen Seconds (1980) a Faith (1981). Odráží dobovou generační náladu Dark Wave, stylově tvoří přechod mezi New romantic a gothic rockem. Kompozice jsou dlouhé, nesou se v hypnoticky pomalém tempu, dominuje jim chladný zvuk syntezátorů a naříkavý zpěv; texty jsou depresivní, pojednávající o odcizení, strachu, násilí a smrti. Kritik New Musical Expressu Dave Hill popsal svůj dojem z desky slovy: „jako Phil Spector v pekle“. Vznik alba byl poznamenán sebevražednými náladami a rostoucí drogovou závislostí uvnitř kapely, destruktivní nálady prozrazuje také provokativní název i obal s deformovanými obličeji hudebníků, jehož autorem byl Ben Kelly. Po vydání alba následovala měsíční koncertní šňůra po Evropě The Pornography Tour,, během níž se napětí mezi členy The Cure vyhrotilo a baskytarista Simon Gallup skupinu opustil. Frontman skupiny Robert Smith se na čas připojil k Siouxsie and the Banshees, po obnovení činnosti The Cure se jejich tvorba posunula k posluchačsky přijatelnějšímu elektronickému pop rocku, který na následujícím albu The Top obohatili o prvky world music.
Pornography se umístilo na osmém místě UK Albums Chart, což byl největší komerční úspěch v dosavadní historii The Cure. V roce 2002 pořídili The Cure koncertní nahrávku kompletního alba, která vyšla jako součást projektu The Cure: Trilogy. V roce 2005 vyšla pod názvem Pornography (Deluxe Edition) remasterovaná verze alba obohacená o řadu bonusů.

## Seznam skladeb
Strana A
1. One Hundred Years – 6:40
2. A Short Term Effect – 4:22
3. The Hanging Garden – 4:33
4. Siamese Twins – 5:29

Strana B
1. The Figurehead – 6:15
2. A Strange Day – 5:04
3. Cold – 4:26
4. Pornography – 6:27

## Hudebníci
- Robert Smith – zpěv, kytara, klávesy, violoncello
- Simon Gallup – baskytara, klávesy
- Lol Tolhurst – bicí, klávesy